# La Forteresse
La Forteresse é uma comuna francesa na região administrativa de Auvérnia-Ródano-Alpes, no departamento de Isère. Estende-se por uma área de 9,22 km². Em 2010 a comuna tinha 332 habitantes (densidade: 36 hab./km²).